# 하드카바
《하드카바》(I, Madman)는 미국에서 제작된 티보 타카스 감독의 1989년 공포, 스릴러 영화이다. 제니 라이트 등이 주연으로 출연하였고 라파엘 아이슨먼 등이 제작에 참여하였다.

## 출연

### 주연
- 제니 라이트
- 클레이턴 로너

### 조연
- 스테파니 호지
- 미쉘 조던
- 밴스 발레시아
- 랜달 윌리엄 쿡

## 기타
- 미술: 매튜 C. 제이콥스